# آروشات، آرارات
آروشات (به ارمنی: Արևշատ) یک روستا در ارمنستان است که در استان آرارات واقع شده‌است. آروشات در  کیلومتری شمال آرتاشات، مرکز استان آرارات واقع شده است.

## خصوصیات
آروشات ۲٬۲۶۹ نفر جمعیت دارد و در ارتفاع  متر بالاتر از سطح دریا قرار گرفته است.